# Кумманы
Кумманы (Кумены/Куманийцы/Укуманийцы) - название племени, жившего в Ассирийских времен, вероятно, в районе страны и города Кумману (асс.) или Кумену (урартск.), который встречается в поздних источниках как Кумме или Кума (?), который считался центром культа урартского бога Тейшеба. Город Кумену находился, повидимому, южнее города Мусасира, на реке Большом Забе. По мнении некоторых ученых Кумману соответствует совр. деревня Комане или Куване в 9 км юго-восточнее Амадии на Большом Забе. 
Тиглатпаласар I о покорение этой племени пишет:
(V, 73) Войска куманийцев воистину вышли на помощь стране Мусру; в горах воистину с ними я сразился, нанес им поражение, запер их в один город — Ари(н)ни,67) что у подножья горы Аиса. Они обняли мои ноги, заложников, дань и подать им я установил.
(V, 82) В это же время все куманийцы, которые решились помогать68) стране Мусру, ополчили69) все свои страны и для свершения битвы и сражения встали против меня, но затем в ярости моего гневного оружия я сразился с 20 000 их обширных войск на горе Тала, нанес им поражение, их многочисленное полчище я рассеял и разбитыми преследовал их до горы Харуса, что перед страной Мусру. Тела их воинов на горных скалах я разбросал, как ....., кровью их заставил течь ущелья и высоты гор.

Их большие города я покорил, сжег в огне, разрушил, снес, обратил в холмы и пашню (?)